# 基娅拉·孔松尼
基娅拉·孔松尼（英語：Chiara Consonni，1999年6月24日—），意大利女子自行车运动员，2021年世界场地自行车锦标赛女子团体追逐赛银牌得主、2022年世界场地自行车锦标赛女子团体追逐赛金牌得主。